# Helena Suková
Helena Suková, född 23 februari 1965 i Prag, dåvarande Tjeckoslovakien. Tidigare professionell tennisspelare framgångsrik framförallt i dubbel. 

## Tenniskarriären
Helena Suková blev professionell spelare på WTA-touren i januari 1983. Hon vann under karriären totalt 10 singel- och 73 dubbeltitlar. Hon vann under perioden 1987-97 sammanlagt 14 Grand Slam (GS)-titlar i dubbel, varav 5 i mixed dubbel. Hon spelade dessutom i 4 singelfinaler. Hon rankades som bäst som nummer 4 i singel och nummer 1 i dubbel. När hon 1998 drog sig tillbaka från internationell tävlingstennis, hade hon vunnit i prispengar 6 391 245 US dollar. 
Suková var särskilt framgångsrik som dubbelspelare. Bland dubbelmeriterna märks 4 titlar i Wimbledonmästerskapen, 2 i US Open, 2 i Australiska öppna och en i Franska öppna. Hon vann sina dubbeltitlar tillsammans med Martina Hingis (1), Arantxa Sánchez Vicario (2), Claudia Kohde-Kilsch (2) och Jana Novotna (4). Tillsammans med Novotna vann hon också silvermedalj i dubbelturneringarna i de Olympiska sommarspelen 1988 och 1996.  
Suková vann också mixed dubbeltitlarna i alla GS-turneringar utom Australiska öppna. Tre av titlarna vann hon tillsammans med sin bror, den professionelle tennisspelaren Cyril Suk III. De två övriga titlarna vann hon tillsammans med Todd Woodbridge (US Open 1993 och Wimbledon 1994).
Helena Suková spelade singelfinal i Australiska öppna 1984 och 1989 och i US Open 1986 och  1993. I semifinalen i Australiska öppna 1984 mötte Suková landsmaninnan Martina Navratilova som hon besegrade över tre set. Detta bröt Navratilovas segersvit på 74 matcher och stäckte hennes planer att vinna en "äkta Grand Slam" det året. 
Suková deltog i det tjeckoslovakiska Fed Cup-laget 1983-85 och 1988. Hon spelade också 1989 tillsammans med Miloslav Mečíř i det segrande laget från Tjeckoslovakien i Hopman Cup. 
Åtta år efter det att hon upphört med tävlingsspel deltog hon i mixed dubbel-turneringen  (med ett "Wild-card") i Wimbledon 2006 tillsammans med sin bror Cyril Suk.  

## Spelaren och personen
Helena Suková kommer från en framstående tjeckisk "tennisfamilj". Hennes mor Vera Sukova nådde singelfinalen i Wimbledon 1962. Hennes far, Cyril Suk II, var president i det tjeckoslovakiska tennisförbundet. 

## Grand Slam-titlar
- Australiska öppna
  - Dubbel - 1990, 1992
- Franska öppna
  - Dubbel - 1990
  - Mixed dubbel - 1991
- Wimbledonmästerskapen
  - Dubbel - 1987, 1989, 1990, 1996
  - Mixed dubbel - 1994, 1996, 1997
- US Open
  - Dubbel - 1985, 1993
  - Mixed dubbel - 1993